# Daugendorf
Daugendorf ist ein Ortsteil der Stadt Riedlingen im Landkreis Biberach in Baden-Württemberg. Die ehemals selbständige Gemeinde, die circa zweieinhalb Kilometer nördlich von Riedlingen liegt, wurde am 1. Mai 1972 in die Stadt Riedlingen eingemeindet. Der Ort hatte im März 2016 586 Einwohner.

## Geographie
Das Dorf liegt auf der Hochfläche der linken Seite der Donauniederung. Am westlichen Ortsrand verläuft die Bundesstraße 312 und im Süden schließt sich ein Neubaugebiet an.

## Geschichte
Der Ort wird erstmals 805 als „Taugindorf“ erwähnt, als der Ort an das Kloster Sankt Gallen verschenkt wurde. Wie Daugendorf später in den Besitz der Grafen von Veringen geriet, ist nicht bekannt. Im Jahr 1415 verkaufte Rudolph von Veringen Daugendorf an das Kloster Zwiefalten.
Durch die Säkularisation kam Daugendorf 1803 an Württemberg und unterstand ab 1807 dem neu errichteten Oberamt Riedlingen.

## Sehenswürdigkeiten
Im Jahr 1767 ließ Abt Nikolaus II. von Zwiefalten die Pfarrkirche im Stil des Barocks neu erbauen, wobei vom 1409 errichteten
Vorgängerbau der Turm bestehen blieb. Besonders erwähnenswert sind die Freskenmalereien der Gebrüder Bartolomeo und Carolo Scotti (um 1770) in illusionistischer Architekturmalerei.